# Glennis Grace
Glennis Grace is de artiestennaam van Glenda Hulita Elisabeth Batta (Amsterdam, 19 juni 1978), een Nederlandse zangeres.

## Levensloop
Batta groeide op in de Amsterdamse Jordaan. Haar moeder is Nederlandse en haar vader is afkomstig van Curaçao. Ze was als kind al veel met muziek bezig. Op zesjarige leeftijd beklom ze voor het eerst het podium. Drie jaar later kreeg ze de kans om haar stem te ontwikkelen in een studiootje dat haar opa speciaal voor haar op een zolderkamer ingericht had. Naar eigen zeggen ontdekte Batta de kracht van het zingen toen ze van haar moeder het singletje One Moment in Time van Whitney Houston kreeg en vervolgens net zo goed wilde worden als haar Amerikaanse voorbeeld.
Op elfjarige leeftijd deed Batta mee aan het Unicef Gala for Kids, gepresenteerd door Audrey Hepburn. Julio Iglesias was hierbij ook te gast. Hij was zo onder de indruk van Batta's zangkwaliteiten dat hij haar uitnodigde om een duet te zingen in Ahoy Rotterdam, tijdens zijn concertreeks. In 1991 zong ze enkele liedjes in voor de kindertelevisiereeks MiniStars van de TROS. Ze kon wegens ziekte de opnames echter niet bijwonen en de liedjes werden met haar stem geplaybackt door anderen.
Batta won op 6 oktober 1994 als zestienjarige de Soundmixshow als Whitney Houston. Ze sleepte hiermee een platencontract in de wacht en haar eerste single I'm Gonna Be Strong behaalde nog datzelfde jaar de dertiende plaats in de Mega Top 50. Haar eerste album Real Emotion uit 1995 deed echter vrij weinig. Ook de daaropvolgende singles stonden niet garant voor succes.
Vanaf 1996 werd het stiller rondom de zangeres. Batta maakte voor het label Koch nog wel de single Goodbye. Ze verhuisde naar Diemen en volgde in de periode 1998–2000 een opleiding aan de Frank Sanders Academie te Amsterdam. Batta stond sporadisch in de schijnwerpers zoals in 1999 tijdens een medley uit de West Side Story samen met Frans Bauer in Ahoy. In 2002 stond de zangeres weer in Ahoy, ditmaal als gastzangeres tijdens In Concert In The Round van René Froger. Ze deed ook mee op de duettenplaat Gordon & van zanger Gordon. Daarnaast speelde ze in 2001 een gastrolletje in Costa!
In 2003 zag haar tweede album Secrets Of My Soul het levenslicht. Omdat er een aantal bekende internationale namen aan dit album hadden meegewerkt, werd er nogal wat van verwacht, maar de plaat flopte. Singles als Always On My Mind en Absolutely Not deden het ook niet goed en opnieuw raakte de zangeres in de vergetelheid.

### Songfestival

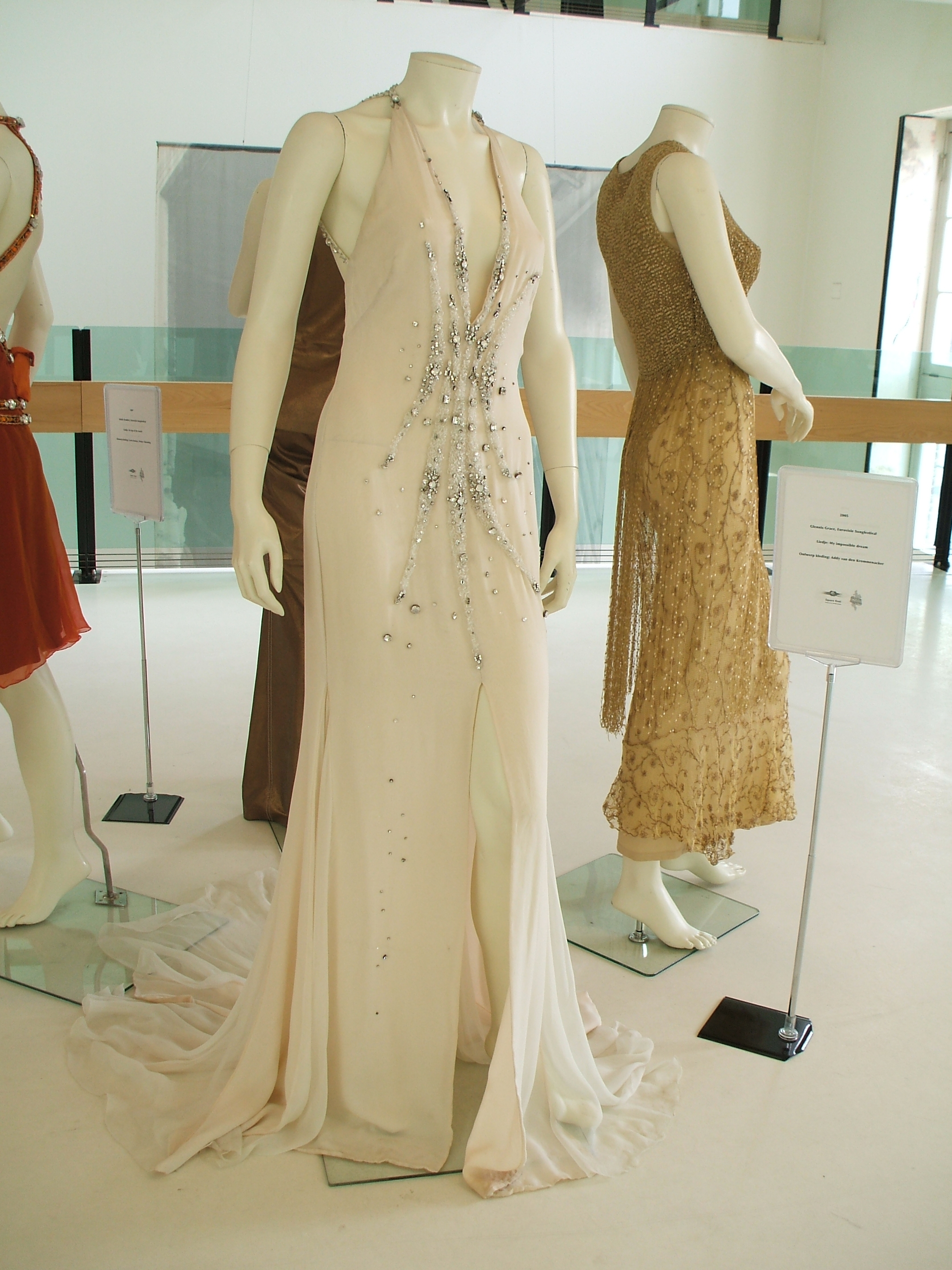
Glennis Grace' Songfestivaljurk uit 2005 tijdens de May we have your dress, please?!-tentoonstelling ten bate van de Sandra Reemer Foundation

Om haar carrière nieuw leven in te blazen ging Glennis Grace in 2005 in op het aanbod om mee te doen aan het Nationaal Songfestival. Met de ballad My Impossible Dream won de zangeres uiteindelijk de finale en mocht ze Nederland vertegenwoordigen in de Oekraïense hoofdstad Kiev, waar het Eurovisiesongfestival dat jaar zou plaatsvinden. In Kiev kwam ze niet door de voorrondes heen, waardoor deelname aan de grote Europese finale van de baan was.
Na deze teleurstelling probeerde Glennis Grace nog succes te krijgen met het nummer Shake Up The Party. Ondanks een dure videoclip werd het nummer niet door radiozenders opgepikt, waardoor de plaat flopte. Het album My Impossible Dream deed het ook niet goed. Vanwege het uitblijven van een echte doorbraak werd Glennis Grace door haar platenlabel aan de kant gezet en verbrak haar manager John van Katwijk de samenwerking.
In mei 2021 trad Glennis Grace samen met Afrojack en Wulf als interval act op tijdens de finale van het Eurovisiesongfestival 2021 in Rotterdam.

### Nederlandstalig
In 2006 stelde CNR Music, het label van Glennis Grace, haar voor om een geheel Nederlandstalig album op te nemen. In eerste instantie zag de zangeres het niet echt zitten, maar uiteindelijk koos ze voor de uitdaging en begon met producer Evert Abbing aan liedjes te werken. In november 2007 verscheen haar eerste Nederlandstalige single, Hoe. Het liedje werd ten gehore gebracht in het RTL 4-programma Life & Cooking en werd een bescheiden hit. In juli 2008 volgde de single Dansen met het Leven, maar wederom werd het 'grote' succes niet behaald.
Het Nederlandstalige album werd onder de titel Glennis in september door CNR Music uitgebracht, maar ook in de Album Top 100 wist de cd in eerste instantie geen hoge ogen te gooien. Een derde poging werd ondernomen met Als Je Slaapt, een ballad waarin Glennis Grace haar moedergevoelens uit voor haar zoontje. Dankzij een optreden tijdens Life & Cooking won het nummer geleidelijk aan populariteit, om uiteindelijk op nummer 9 in de Mega Top 50 te eindigen. Het platenlabel investeerde in een videoclip die voor extra media-aandacht zorgde.
Speciaal voor een wervingsactie voor het RTL 4-programma Ik wed dat ik het kan!, zong Glennis Grace een herschreven versie van haar eerste Top 10-hit voor de Because I'm a Girl-campagne. Voor het programma De TV Kantine (met Carlo Boszhard en Irene Moors in de hoofdrollen) zong Glennis Grace de gelijknamige tune in.
Begin 2010 dook de zangeres weer de studio in om haar tweede Nederlandstalige album op te nemen met producers Fluitsma & Van Tijn. In mei verscheen daarvan de eerste single, Als Je Mij Weer Aankijkt, die werd geschreven door onder anderen X Factor-winnaar Jaap van Reesema. Tijdens de eerste editie van het tv-programma Van Popster tot Operaster, waarin diverse nationale artiesten werden getraind tot het zingen van opera, won de zangeres met het lied Habanera uit de opera Carmen. Op 9 september ontving Glennis Grace uit handen van Buma Cultuur een Buma NL Award voor Beste Zangeres.

### Doorbraak
Eind maart 2011 raakte de carrière van Glennis Grace in een stroomversnelling dankzij haar deelname aan het derde seizoen van het tv-programma De beste zangers van Nederland. Tijdens de tweede uitzending in de reeks zong Glennis Grace een versie van het nummer Afscheid van Volumia!, waarmee ze won. Het optreden van Glennis Grace werd een grote hit op YouTube, met in korte tijd vele duizenden hits en leverde haar bovendien vele nieuwe boekingen op. Het nummer Afscheid werd daarom uitgebracht als digitale single en bereikte binnen enkele dagen al de nummer 1-positie in de iTunes-hitlijst. Op 8 april 2011 kwam Afscheid ook binnen op nummer 1 in de Mega Top 50 en Nederlandse Top 40, waarmee Glennis Grace haar eerste nummer 1-hit in Nederland had. Op 8 mei 2011 ontving zij uit handen van Carlo Boszhard een gouden plaat voor de single tijdens een live-uitzending van het tv-programma Carlo & Irene: Life4You.
Een maand later verscheen het album One Night Only, een liveopname van haar eerste concert in Club Dauphine in Amsterdam op 27 april voor een publiek van ongeveer 150 mensen. Van dit concert werd tevens een dvd gelanceerd die wekenlang de nummer 1-positie van de DVD Music Top 30 bezet hield. Binnen anderhalve maand na de release wist One Night Only met de verkoop 25.000 exemplaren de status van goud te behalen. Op 27, 28 en 29 mei was de zangeres gastartiest tijdens Toppers in concert 2011 in de Amsterdam ArenA. Van het album One Night Only werd in augustus de single Always uitgebracht, die speciaal voor deze gelegenheid opnieuw werd opgenomen met het Metropole Orkest.
Op 29 september werd Glennis Grace wederom verkozen tot beste zangeres van Nederland door stemmers van de Buma NL Awards. Op 23 oktober gaf de zangeres haar eerste officiële concerten in samenwerking met RTL in Studio 21 te Hilversum. Op de valreep, net voor kerst, verscheen het nummer Wil Je Niet Nog 1 Nacht, een duet tussen Glennis Grace en Edwin Evers. Het oorspronkelijk Engelstalig duet van countryzanger Jason Aldean met Kelly Clarkson werd door Evers van Nederlandse teksten voorzien. Toen hij Batta vroeg om de demo ervan in te zingen, werd besloten om het eveneens als duet te zingen, met een single-release tot gevolg. Binnen enkele uren na de uitgave stond het nummer al op nummer 1 in de iTunes-hitlijst. In de Mega Top 50 bereikte het de derde plaats. Tijdens een live-uitzending van Evers Staat Op op Radio 538 ontvingen Glennis Grace en Evers een gouden plaat voor de verkoop van 10.000 exemplaren van de single.

### Succes en waardering

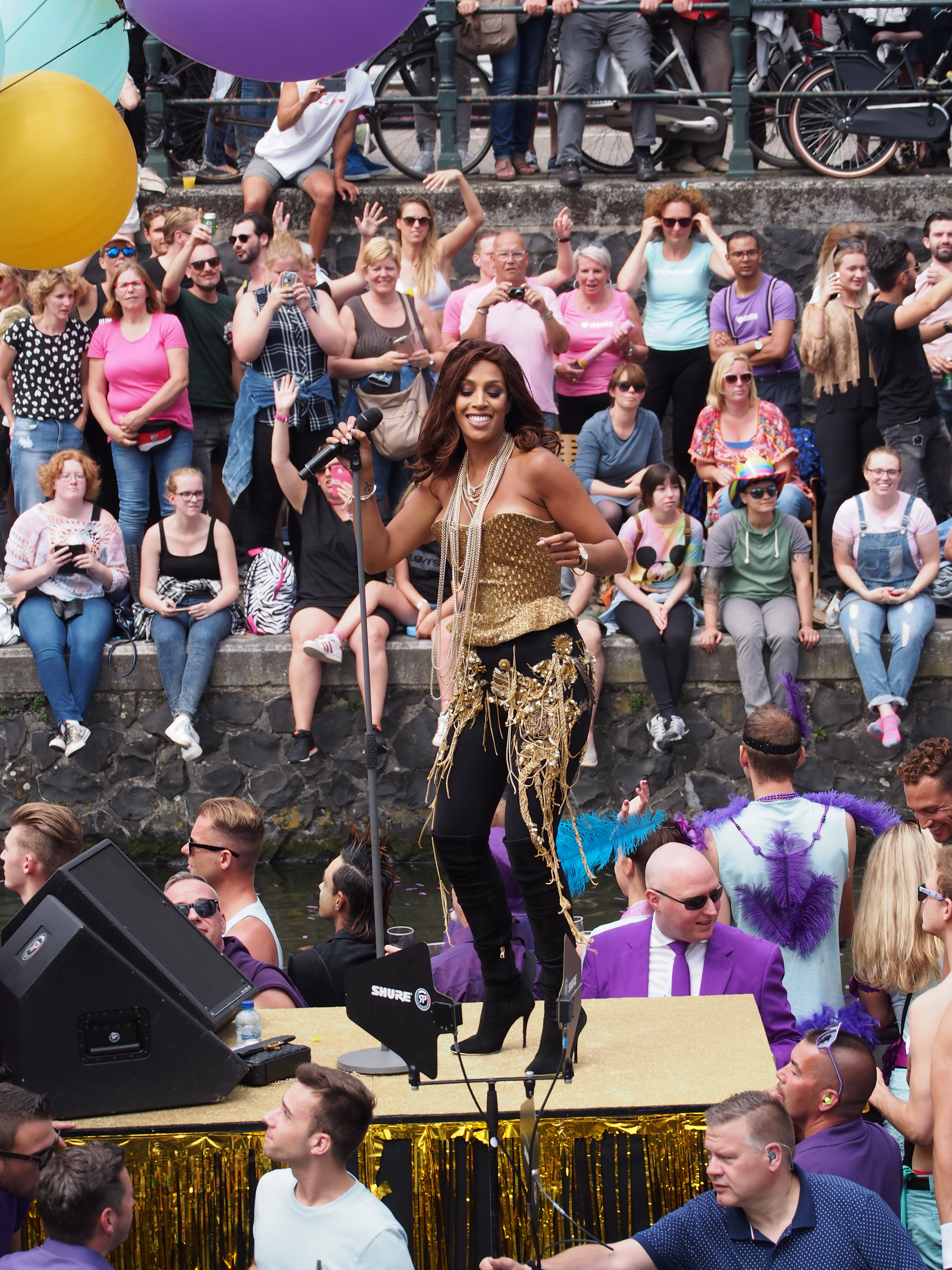
Glennis Grace in 2017

Begin mei 2012 verscheen Glennis Grace' langverwachte zesde studioalbum This Is My Voice, dat een selectie van Engelse en Nederlandstalige liedjes bevatte, geschreven door onder anderen Bart van der Weide en Dennis Huige van de band Racoon, Edwin Evers en Han Kooreneef. De eerste single Ik ben niet van jou bereikte nummer 27 in de Single Top 100; het album zelf steeg tot nummer 2 in de Album Top 100. Half mei 2012 trad Glennis Grace op tijdens Toppers in concert 2012 in de Amsterdam ArenA. Op 15 september gaf Glennis Grace haar allereerste 'grote' liveconcert in de Heineken Music Hall in Amsterdam, waarvan een registratie in november op cd/dvd verscheen. Tevens trad ze in november 2012 op bij de Night of the Proms in Rotterdam. Door de stemmers van Sterren.nl werd de zangeres het derde achtereenvolgende jaar gekozen tot Beste Zangeres van Nederland met de ontvangst van een Buma NL Award.
Vanaf februari 2013 was Batta samen met Xander de Buisonjé, Stacey Rookhuizen en Radio 538-dj Ruud de Wild wekelijks als jurylid te zien in de talentenjacht The Next Pop Talent van SBS6. Daarnaast hield de zangeres zich bezig met de realisatie van een nieuw Nederlandstalig album. De eerste single Ondanks alles (tevens de titelsong van de Nederlandse speelfilm Smoorverliefd) beleefde voorafgaand daaraan zijn primeur. Op 14 september 2013 verzorgde Glennis Grace voor de tweede keer een avondvullend concert in de Heineken Music Hall. Wegens de vele positieve reacties op het nummer Als het ons niets zou doen, een duet dat Glennis Grace tijdens het concert ten gehore bracht met John Ewbank, werd het lied op single uitgebracht. Daarnaast sleepte ze voor de vierde maal de prijs voor beste zangeres binnen tijdens de Buma NL Awards. Op 15 november 2013 lanceerde Glennis Grace haar kerstalbum One Christmas Night Only, een registratie van een eenmalig kerstconcert dat half oktober was gegeven in de Noorderkerk in Amsterdam, dat ook op dvd uitkwam.
Naar aanleiding van een benefietoptreden ter ere van de kort daarvoor overleden zangeres Whitney Houston, werd in 2012 de gelegenheidsformatie Ladies of Soul opgericht, die bestond uit Trijntje Oosterhuis, Edsilia Rombley, Berget Lewis, Candy Dulfer en Glennis Grace. Met twee uitverkochte shows in de Amsterdamse Ziggo Dome in februari 2014 traden de artiesten met elkaar op. Hierna trok Glennis Grace voor de eerste keer in haar carrière langs de Nederlandse theaters met haar theatertournee Live in Concert. In februari 2015 was de zangeres opnieuw onderdeel van een concertreeks van Ladies of Soul. Daarnaast volgde een tweede succesvolle theatertournee door het land en bracht Glennis Grace Bitterzoet: Live & Studio Sessies uit, een album bestaand uit nieuwe liedjes en liveopnamen van haar eerste theatertournee. In de zomer besloot de zangeres in overleg de contracten met haar management en platenlabel te ontbinden om zo de kans op een eventuele carrière in het buitenland te vergroten. Naar aanleiding van het succes dat haar coverversie van Queens Too Much Love Will Kill You in Evers Staat Op bracht, besloot de zangeres op de valreep vlak voor kerst haar versie op single uit te brengen. Het nummer piekte tot de Top 5 van de iTunes-lijst. In 2016 stond Glennis Grace met de Ladies of Soul voor het derde achtereenvolgende jaar in de Ziggo Dome en de Antwerpse Lotto Arena met een concertreeks. Tevens trad zij in september 2016 op tijdens het nationale herdenkingsconcert The Bridge to Liberation in Arnhem. In 2016 en 2017 was Batta een van de drie coaches van de talentenjacht It Takes 2. In september 2017 was zij te zien in The Big Music Quiz; ze zat in het winnende team en werd uiteindelijk de ultieme winnaar. Tevens was zij te zien in Een goed stel hersens en speelde zij in 2017 de rol van Geest van Toen in The Christmas Show in de Ziggo Dome.
Op Witte donderdag 29 maart 2018 speelde zij de rol van Maria in  The Passion 2018, in een rechtstreekse televisie uitzending op NPO 1 vanuit de Amsterdamse Bijlmermeer, ter gelegenheid van het 50-jarig bestaan van het stadsdeel. In april en mei 2018 was Batta samen met Giel Beelen en Tony Berk jurylid van de talentenjacht So You Think You Can Sing op SBS6.

### America's Got Talent
Op 18 mei 2018 bracht Glennis Grace na drie jaar een nieuwe single uit, genaamd Walk On Water. Tijdens de radioshow bij Radio 538 waar ze het nummer voor het eerst live vertolkte, maakte ze tevens bekend dat ze als kandidaat mee ging doen aan het dertiende seizoen van het Amerikaanse programma America's Got Talent. Tijdens de auditierondes, aflevering van 27 juni 2018, zong Glennis Grace het nummer Run to You van Whitney Houston. Ze ontving een staande ovatie van zowel het publiek als de vierkoppige jury en was met 100% van de stemmen door naar de volgende ronde. De video met de auditie van Glennis Grace behaalde binnen 24 uur tijd 1,3 miljoen weergaven en ging vervolgens viraal. Op 7 augustus 2018 mocht Glennis Grace voor een tweede keer optreden, ditmaal met het nummer Nothing Compares 2 U van Prince. Ook op deze uitvoering volgde een staande ovatie van het publiek en uitte de gehele jury, onder wie Simon Cowell en Mel B, lovende kritieken. Hiermee was ze door naar de kwartfinale, die als liveshow wordt uitgezonden.  Op 21 augustus mocht Glennis Grace optreden in de kwartfinale. Dit keer bracht ze het nummer Never Enough van Loren Allred, uit de film The Greatest Showman ten gehore. Een dag later vond de uitzending plaats waarin de uitslag werd bekendgemaakt. Glennis Grace had genoeg stemmen van de kijkers gekregen, waardoor ze zich plaatste voor de halve finale. In de halve finale vertolkte ze het nummer This Woman's Work van Kate Bush. Na het optreden gaf de jury haar wederom een staande ovatie en lovende kritieken. In een aparte uitzending een dag later werd bekendgemaakt dat Glennis Grace door was naar de finale, als een van de tien finalisten.
In de finale op 19 september 2018 vertolkte Glennis Grace het nummer Run van Snow Patrol. Jurylid Simon Cowell vond haar optreden 'sensationeel'. De dag daarop volgde een tweede uitzending waarin Glennis Grace samen met Amerikaanse zangeres Bebe Rexha twee nummers van Rexha ten gehore bracht, te beginnen met I'm A Mess, dat overliep in Meant to Be. Het publiek was enthousiast en meerderen gaven aan dat Glennis Grace de nummers beter vertolkte dan Rexha, maar toen kon er al niet meer gestemd worden. Voordat de uitslag bekend werd gemaakt, werden van de tien finalisten eerst de vijf afvallers bekendgemaakt die de top vijf niet hadden gehaald. Glennis Grace viel hierbij af.

### The voice of Holland
Batta trad in januari 2022 toe als coach in het twaalfde seizoen van het RTL 4-programma The voice of Holland. Door de aantijgingen van seksueel grensoverschrijdend gedrag, die door het programma BOOS aan de kaak werden gesteld, werd het programma na twee uitzendingen van de buis gehaald.

### Beschuldigingen en veroordeling wegens geweld
Glenda Batta kwam in 2011 in het nieuws omdat ze tijdens een AT5-interview met showbizz-verslaggever Frank Awick op de rijbaan stond en in aanvaring kwam met een voorbij rijdende automobilist. De zangeres schold de man uit voor 'klerelijer', waarna hij uitstapte en verhaal kwam halen. Er ontstond ruzie en een dreigende situatie, waarna Batta op Twitter aankondigde aangifte te doen van bedreiging.
In februari 2016 kwam Batta in opspraak omdat ze in 2015 met haar moeder Cobie gevochten zou hebben. Na in damesblad Kek Mama te hebben verteld dat haar moeders handjes vroeger loszaten, vertelden familieleden aan De Telegraaf dat de zangeres haar moeder thuis had aangevallen. "Vorig jaar juni heeft ze haar moeder aangevallen, en had daarbij zo hard geschopt dat Cobie een bloeduitstorting op haar buik had. Die heeft ze me laten zien. Verschrikkelijk gewoon", zei een tante van Batta tegen de krant, die constateerde dat haar nicht ernstige psychische problemen en driftbuien had. Zelf ontkende de BN'er in het tv-programma RTL Boulevard. In De Telegraaf biechtte haar tante op later een dreigend telefoontje van haar nicht te hebben gehad.

Op 12 februari 2022 werd Batta samen met haar zoon en een vriend van hem gearresteerd en in verzekering gesteld na bedreiging, vernieling en geweldpleging in een Jumbo-vestiging in Amsterdam, nadat haar zoon op diezelfde dag de winkel was uitgestuurd vanwege het schenden van het rookverbod. Een van de supermarktmedewerkers kon 5 weken niet werken vanwege een hersenschudding. Drie dagen later kwamen de gearresteerde verdachten op vrije voeten. Op 22 februari 2022 werd officieel aangifte gedaan tegen Batta en de twee anderen en werden er nog twee verdachten opgepakt in deze zaak. Naast geweld in vereniging en mishandeling met voorbedachten rade, werd later ook bedreiging aan de tenlastelegging toegevoegd. Op 26 oktober 2022 kwamen Batta en de andere verdachten voor de rechter. Het OM eiste tweehonderd uur taakstraf en een maand voorwaardelijke celstraf voor openlijke geweldpleging en mishandeling met voorbedachten rade. In november van dat jaar ging de rechter deels mee in de eis en werd Batta veroordeeld tot de taakstraf voor openlijke geweldpleging, maar vrijgesproken van mishandeling en bedreiging. De slachtoffers van het incident waren allemaal volwassen.  De schadevergoeding die de slachtoffers hadden geëist werd niet toegekend, maar Batta was bereid hierover alsnog te praten. Als gevolg van dit incident werden in 2022 de concerten van de Ladies of Soul afgelast en stapte Batta uit de formatie. Ze wordt vanaf 2025 vervangen door Trijntje Oosterhuis die hiervoor terugkeert bij de Ladies of Soul.

## Documentaire
Nada van Nie maakte de documentaire Het meisje uit de Jordaan over de carrière van Batta, waarbij Van Nie haar vanaf 2017 volgde. RTL 4 zond de documentaire op 23 september 2018 uit.

## Theater
- The Christmas Show: A Christmas Carol (2017), als de Geest van Toen[44]